# Słońce świeci dla wszystkich
Słońce świeci dla wszystkich (org. Солнце светит всем) – radziecki melodramat z 1959 roku w reż. Konstantina Woinowa.

## Opis fabuły
9 maja 1945 roku – do tkwiących w okopach radzieckich żołnierzy dociera wiadomość o kapitulacji III Rzeszy i końcu wojny. Jednak wkrótce ogólna euforia zostaje przerwana atakiem niemieckich czołgów chcących przedrzeć się do amerykańskiej strefy. Celnym ogniem radzieckiej artylerii zostaje on odparty, jednak podczas walk ciężko ranny zostaje porucznik Nikołaj Sawieliew – traci wzrok. Po kilku miesiącach, w towarzystwie sanitariuszki i oddanej przyjaciółki Swietłany powraca do rodzinnego domu. Jest tam przez wszystkich serdecznie witany – żonę, najbliższą rodzinę, współpracowników w szkole, gdzie przed wojną był nauczycielem historii. Powrót do normalnego życia nie jest jednak łatwy. Żona w końcu opuszcza go załamana jego inwalidztwem, w szkole nic nie widzącemu nauczycielowi trudno jest poradzić sobie ze sprytnymi urwisami (którzy np. wywołani do odpowiedzi czytają z podręcznika). Sawieliew zaczyna przechodzić głęboki kryzys, jednak jako człowiek obdarzony silnym charakterem, przezwycięża go, a nie bez znaczenia jest tu wsparcie i głęboka wiara w niego jaką okazuje mu Swietłana.

## Obsada aktorska
- Walentin Zubkow – por. Sawieliew
- Liliana Alosznikowa – Swietłana
- Tatiana Koniuchowa – Tasia, żona Nikołaja
- Jewgienij Burienkow – Korien
- Nikołaj Siergiejew – ojciec Nikołaja
- Jelena Maksimowa – matka Tasi
- Wiktor Kolcow – dyrektor szkoły
- Ola Narowczatowa – Katia
- Lusiena Owczinnikowa – konduktorka Zoja
- Witia Łobzow – Jewsikow
- Aleksandr Lebiediew – Sasza Archipow

i inni.